# Wolfgang Rauls
Wolfgang Rauls (ur. 17 lipca 1948 w Rohrsheim, zm. 19 czerwca 2023 w Magdeburgu) – niemiecki polityk i samorządowiec, ostatni przewodniczący Narodowo–Demokratycznej Partii Niemiec (1990), od 2005 do 2012 burmistrz Gommern.

## Życiorys
W 1968 przystąpił do NDPD, której szefem został wybrany 11 lutego 1990. Po zjednoczeniu NDPD z FDP objął w 1990 funkcję ministra ochrony środowiska w rządzie Saksonii-Anhalt (do 1994). W tym samym okresie był posłem do Landtagu w Halle. W 1991 objął również urząd wicepremiera rządu regionalnego.
W 1994 kandydował na stanowisko szefa lokalnej FDP, jednak przegrał w głosowaniu. Opowiadał się za sojuszem regionalnym z CDU, a przeciwko tzw. koalicji sygnalizacji świetlnej (SPD, FDP i Sojusz 90/Zieloni). Do polityki powrócił w 2002, gdy ponownie wybrano go w skład landtagu, gdzie zajmował się polityką społeczną oraz sportem. W październiku 2005 objął urząd burmistrza Gommern.